# AXN
AXN és un canal de televisió de pagament propietat de Sony Pictures Entertainment dedicat a l'emissió de sèries internacionals d'èxit. El canal té, a més, un senyal en alta definició, anomenat AXN HD. AXN té un canal secundari anomenat AXN White, en el qual s'emeten pel·lícules i sèries com al canal principal.

## Programació
Algunes de les sèries emeses per aquest canal són: Absentia, Andromeda, '"Castle", "CSI, CSI: Miami, CSI: NY, ER, The Collector, Fastlane, FlashForward, F/X: The Series, Highlander, Homicide: Life on the Street, Kidnapped, Life, MacGyver, Michael Hayes, Mutant X, New York Undercover, Nash Bridges, Odyssey 5, Police Rescue, Quantum Leap, Relic Hunter, Rush, Criminal Minds, Sliders, Third Watch, Sue Thomas: F.B.Eye, Vic Mackey, Ghost Whisperer, Fear Itself, Lost, FlashForward i NCIS.